# Manuel de Santa María
Manuel de Santa María fue gobernador militar y político mexicano de Nuevo Reino de León nació en la Ciudad de México, miembro del ejército realista desde 1785 se desempeñó como subordinado de Félix Calleja y fungió como gobernador el 26 de abril de 1810 en los albores de la independencia de México. Después de la derrota realista en la batalla de Aguanueva y ante la llegada de Mariano Jiménez a Monterrey se une a la causa insurgente. Ignacio Allende lo nombra mariscal de campo cargo que desempeñará hasta su captura en Acatita de Baján el 21 de marzo de 1811. Fue fusilado en la ciudad de Chihuahua el 26 de junio de 1811.